# The Night Clerk – Ich kann dich sehen
The Night Clerk – Ich kann dich sehen ist ein US-amerikanisches Filmdrama aus dem Jahr 2020, geschrieben und inszeniert von Michael Cristofer. Die Hauptrolle übernahmen Tye Sheridan, Ana de Armas, John Leguizamo und Helen Hunt. Ein Nachtportier eines Hotels wird zum Mittelpunkt einer Mordermittlung.

## Handlung
Bart Bromley leidet am Asperger-Syndrom und lebt bei seiner Mutter. Er platziert versteckte Kameras in einem Zimmer des Hotels, in dem er als Nachtportier arbeitet, und nutzt die Übertragungen und Aufzeichnungen, um seine sozialen Defizite zu überwinden, indem er die Sprache und Manierismen der Gäste imitiert. Während seiner Nachtschicht beobachtet er Karen Perretti, die vor kurzem eingecheckt hat. Bart sieht, wie Karen einen Mann in ihr Zimmer lässt. Nachdem sie sich gestritten haben, beginnt der Mann, sie zu schlagen. Bart sieht, dass eine Waffe aus Karens Handtasche fällt, und fährt zum Hotel, um zu versuchen, Karen zu retten. Er betritt das Hotel durch einen Seiteneingang, und kurz darauf hört Barts Mitarbeiter Jack Miller einen Schuss. Jack betritt Karens Zimmer, wo er Karen tot und Bart auf dem Bett sitzend vorfindet. Während Jack den Notruf wählt, entfernt Bart die versteckten Kameras, lässt aber versehentlich eine Speicherkarte zurück.
Am nächsten Tag wird Bart von Detective Espada befragt und behauptet, er sei nach dem Eis-Einkaufen nach Hause gegangen und dann ins Hotel zurückgekehrt, weil er seine Brieftasche vergessen habe. Espada glaubt ihm nicht, denn wenn er seine Brieftasche nicht gehabt hätte, hätte er kein Eis kaufen können. Bart schaut sich später noch einmal die Aufnahme aus Karens Zimmer an und sieht, dass der Mann ein Vogeltattoo auf dem Arm hat.
Am nächsten Tag weist Barts Chef ihm ein neues Hotel zu. In seiner ersten Schicht trifft er Andrea Rivera, die erkennt, dass er unter dem Asperger-Syndrom leidet. Sie flirtet mit ihm und checkt ein. Am nächsten Tag stellt Bart fest, dass ihm eine Speicherkarte fehlt, Espada findet diese später. Bart versteckt Kameras in Andreas Zimmer und gibt ihr später in der Nähe des Hotelpools einen Kuss.
Am nächsten Tag lässt sich Bart die Haare schneiden und kauft einen neuen Anzug, ein neues Auto und Kölnisch Wasser. Er versucht, Andrea im Hotel zu besuchen, findet sie aber beim Sex mit dem unbekannten Mann aus Karens Zimmer. Bart kehrt nach Hause zurück und stellt fest, dass die Polizei seine gesamte Computer- und Kameraausrüstung mitgenommen hat. Er erzählt Espada, dass seine Festplatten leer seien, weil er alle Aufnahmen gelöscht habe, bevor die Polizei eintraf. Nachdem Espada gegangen ist, holt Bart eine versteckte Festplatte, die eine Kopie der Aufnahme aus Karens Zimmer enthält.
Der Mann, den Bart mit Andrea gesehen hat, ist Karens Ehemann Nick, ein Detektiv, der eine Affäre mit Andrea hatte und möchte, dass sie Bart tötet, damit dieser ihn nicht identifizieren kann. Als Nick das Hotel verlässt, zeigt Bart Andrea die versteckten Kameras. In seinem Haus zeigt er ihr die Aufnahme aus Karens Zimmer, und Andrea sieht, dass Nick Karen getötet hat.
Am nächsten Morgen stellt Bart fest, dass Andrea verschwunden ist, ebenso wie die Festplatte. Er findet auch heraus, dass Andrea die Waffe aus Karens Handtasche auf seinem Bett liegen gelassen hat. Andrea gibt Nick die Festplatte mit der Aufnahme aus Karens Zimmer und sie beginnen, die Stadt zu verlassen. Die Polizei kommt in Barts Haus an und stellt fest, dass Bart nicht da ist, aber die Waffe und die Speicherkarten der Kamera zusammen mit einer Notiz für Espada zurückgelassen hat. Nick und Andrea werden angehalten und verhaftet. Bart spaziert durch ein Einkaufszentrum und übt die Konversationsrede und Körpersprache, die er bei seinen Aufnahmen beobachtet hat.

## Produktion

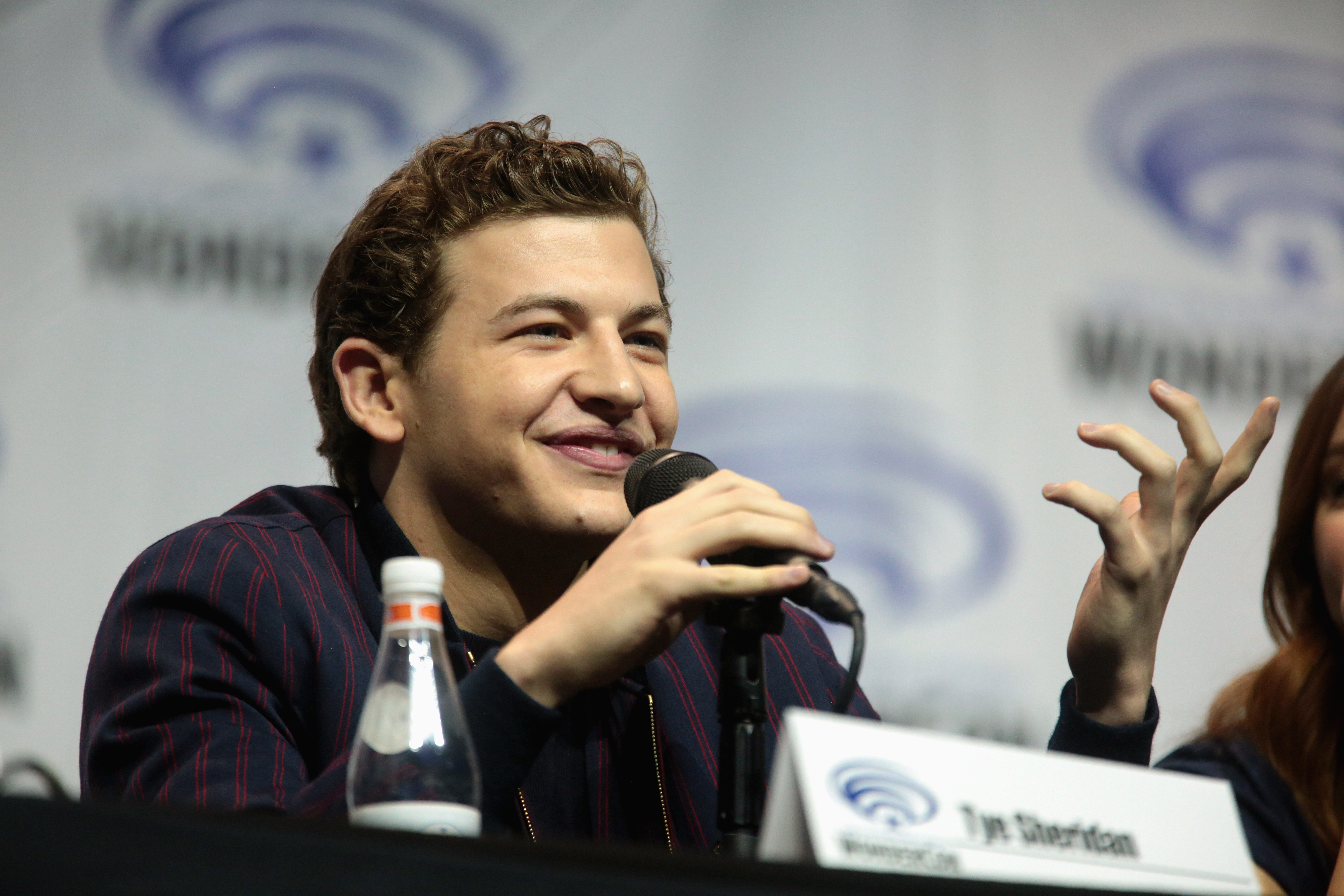
Tye Sheridan (2018)

Der Film wurde im Februar 2018 angekündigt, Tye Sheridan spielt die Hauptrolle, Helen Hunt, Ana de Armas und John Leguizamo wurden im Mai 2018 gecastet, wobei die Dreharbeiten am 21. Mai in Utah begannen und bis zum 22. Juni dauerten. Im Juni 2018 kam Johnathon Schaech zur Besetzung hinzu.

## Veröffentlichung
Der Film kam am 21. Februar 2020 in die Kinos. Am 6. Juni 2020 wurde der Film auf Netflix veröffentlicht.

## Rezeption
In den USA erhielt der Film von der MPAA ein R-Rating, was einer Freigabe ab 17 Jahren entspricht (Bewertet mit R für Sprache, einige sexuelle Anspielungen, kurze Nacktheit und gewalttätige Bilder).
Bei Rotten Tomatoes bekam der Film eine Zustimmungsrate von 36 Prozent, basierend auf 42 Rezensionen, mit einem gewichteten Durchschnitt von 5,04/10. Der kritische Konsens der Website lautet: „Da zwei charismatische Hauptdarsteller darum kämpfen, eine schlecht konzipierte Geschichte zum Leben zu erwecken, wird The Night Clerk früh verlassen – und die Zuschauer sollten dem Beispiel folgen.“ Bei Metacritic erhält der Film eine Bewertung von 44/100, basierend auf 11 Kritiken, was auf „gemischte oder durchschnittliche Kritiken“ hinweist.